# Andropadus importunus
El bulbul de Zanzíbar (Andropadus importunus) es una especie de ave paseriforme de la familia Pycnonotidae propia de África Oriental y Austral. Es la única especie del género Andropadus.

## Taxonomía
El bulbul de Zanzíbar fue descrito científicamente por el ornitólogo francés Vieillot en 1818, como Turdus importunus. Posteriormente fue trasladado al género Andropadus. Hasta 2010 el género Andropadus estaba compuesto por 19 especies, 18 de las cuales se reubicaron en los géneros Arizelocichla, Stelgidillas y Eurillas, a causa de los estudios filogenéticos. Así Andropadus quedó como un género monotípico.
Se reconocen cuatro subespecies de bulbul de Zanzíbar:
- A. i. insularis - Hartlaub, 1861: originalmente descrito como una especie separada. Se encuentra desde el sur de Etiopía y Somalia al este de Tanzania;
- A. i. importunus - (Vieillot, 1818): ocupa las montañas del norte de Sudáfrica y sus regiones costeras del este y sur.
- A. i. oleaginus - Peters, W, 1868: se encuentra en el sur de Zimbabue, el sur de Mozambique y las tierras bajas del norte de Sudáfrica;
- A. i. hypoxanthus - Sharpe, 1876: se extiende desde el sureste de Tanzania al centro de  Mozambique, Zimbabue y Zambia.

## Descripción

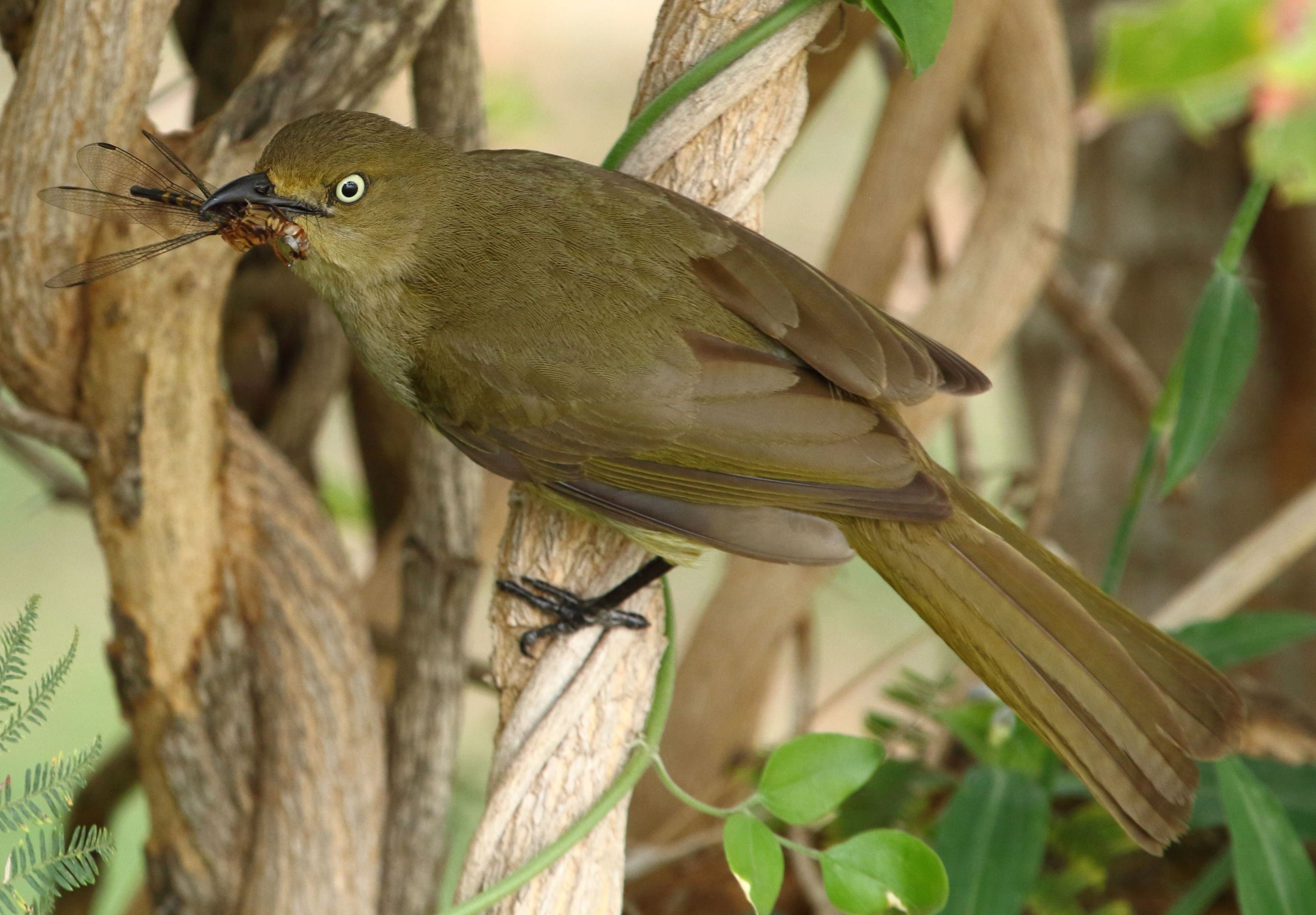
Ejemplar en Mpumalanga, Sudáfrica.

El bulbul de Zanzíbar mide entre 15–18 cm de largo. Su plumaje es principalmente de color verde oliváceo, más claro en las partes inferiores. Existen variaciones de color a lo largo de su área de distribución. Los individuos de África austral tienden a ser de color verde oliva liso, mientras que los del norte son más amarillentos en las partes inferiores y más verdes en las superiores. Tienen el iris blanco. Ambos sexos tienen un aspecto similar, pero los juveniles tienen colores incluso más apagados que los adultos y sus ojos son de color gris oscuro. La subespecie A. i. hypoxanthus es mucho más amarillenta por debajo que la nominal.

## Comportamiento
El bulbul de Zanzíbar tiende a permanecer escondido entre el follaje y es más fácil escucharlo que observarlo. Generalmente se encuentra en parejas o pequeños grupos. Se alimenta de insectos, frutos y caracoles pequeños.